# Wikipedia en kirguís
Wikipedia en kirguís (en kirguís: Кыргыз Уикипедиясы) es la edición en kirguís de Wikipedia. Lanzado el 3 de junio de 2002, Actualmente cuenta con 75 893 artículos. Esta Wikipedia tiene 2 administradores (incluido Tyntschtykbek Tschorotegin) junto con 42 959 usuarios registrados y 79 usuarios activos. Es la 77ma Wikipedia más grande alojada por la Fundación Wikimedia. En marzo de 2009, la Wikipedia en kirguís tenía unos 730 artículos y 1.000 usuarios registrados. En marzo de 2017 superó los 65.000 artículos.